# Projet de tourisme spatial d'EADS Astrium
Le projet de tourisme spatial d'Airbus Defence and Space (ex EADS Astrium), le Spaceplane, a été annoncé le 13 juin 2007 à Paris par Astrium, la filiale spatiale du consortium EADS. Il aurait été financé par Singapour. Le projet est au point mort et semble abandonné.

## Contexte
Ce projet marque la première incursion d'un acteur majeur de l'industrie aérospatiale dans le secteur du tourisme spatial. Il avait pour but de concurrencer les SpaceShipTwo et Lynx. Une maquette grandeur nature du fuselage avant avait été présentée au Salon du Bourget 2007, dans un chapiteau, à proximité du Musée de l'air et de l'espace près de la maquette grandeur nature d'Ariane 5.

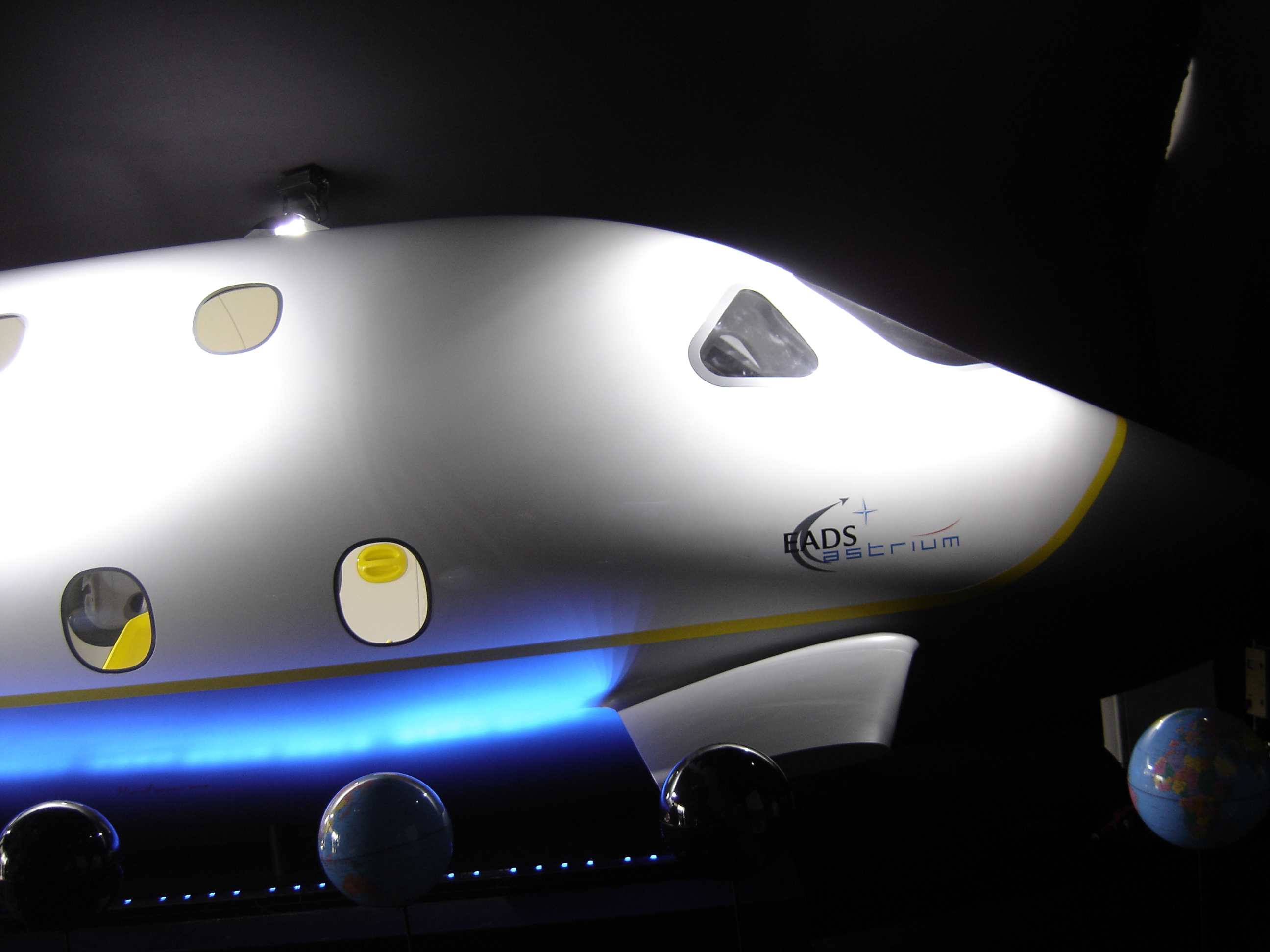
La maquette du salon du Bourget 2007

Il s'agissait d'un avion-fusée avec une large envergure, un plan canard à l'avant et une aile droite à l'arrière. La propulsion aurait été assurée par des moteurs à réaction classiques pour la phase atmosphérique et un moteur-fusée méthane+oxygène pour la phase de tourisme spatial. Il aurait dû transporter un pilote et quatre passagers. Les dimensions et l'apparence sont similaires à celles d'un jet d'affaires.
Astrium espérait démarrer le développement de cet avion-fusée avant 2008, avec l'objectif du premier vol en 2012. 
Les sites de Tozeur en Tunisie ou de Montpellier en France auraient pu être utilisés pour les vols d'essais mais Montpellier tient la corde pour être le spatioport européen.

## Origine du projet
À l'origine du projet est une proposition par un groupe de jeunes ingénieurs français, allemands, anglais et espagnols d'Astrium. Elle a été étudiée en grand secret pendant deux années et finalement approuvée par le président d'Astrium, François Auque.
Le designer australien Marc Newson a rejoint l'équipe et conçu la cabine.

## Profil de vol
- Propulsion par turboréacteur
- Propulsion fusée
- Pas de propulsion

Propulsion par turboréacteur
Propulsion fusée
Pas de propulsion
A: Allumage du moteur fusée suivi de l'extinction du turboréacteur.
B: Extinction du moteur fusée. Accélération 3 g. Début de la phase d'impesanteur.
C: Altitude maximale.
D: Début de la décélération atmosphérique. Accélération maximum 4,5 g.
E: Réallumage du turboréacteur. Transition en mode aéronautique.

Après le décollage l'avion atteint l'altitude de 12 km. Cette phase aéronautique classique dure environ 45 minutes. Le pilote arrête les moteurs à réaction et met en marche le moteur de fusée à oxygène et méthane à l'arrière du véhicule. L'avion s'élève alors le long d'une trajectoire verticale. L'avion est propulsé pendant 90 secondes à une vitesse atteignant Mach 3. L'accélération maximum est de 3 G. À une altitude de 60 kilomètres, le moteur de fusée est arrêté et l'avion continue à s'élever jusqu'à une altitude maximum de 100 kilomètres.
C'est la phase de micropesanteur. 
L'avion descend alors à 15 kilomètres, étant progressivement ralenti par l'atmosphère, et les moteurs sont relancés pour ramener l'avion à une piste d'atterrissage classique.

## Caractéristiques

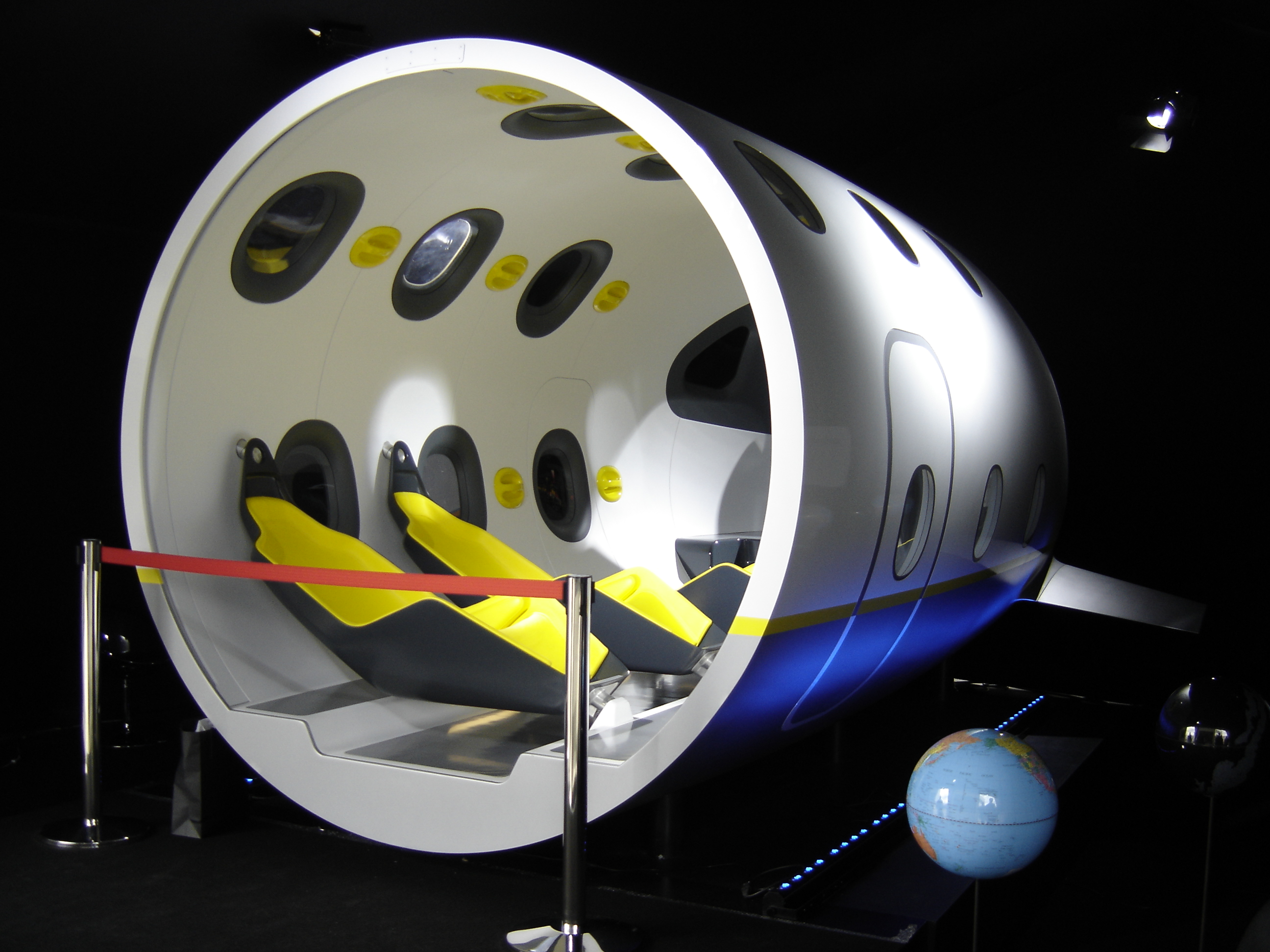
Maquette de l'intérieur du véhicule au Salon du Bourget 2007

La masse totale du véhicule au décollage est de 18 tonnes. L'avion a deux moteurs à réaction, et un moteur-fusée méthane+oxygène d'une poussée de 30 tonnes. Le moteur-fusée utilise la technologie du Vulcain (le moteur principal d'Ariane 5), mais est réutilisable trente fois et brûle du méthane au lieu d'hydrogène (un réservoir d'hydrogène requiert un volume trop important).
La cabine a un diamètre de 2,3 mètres, et fournit 3 m³ d'espace pour chaque passager. Les sièges sont attachés à un système pendulaire qui autorise une accélération perpendiculaire au dos des passagers. L'avion est conçu pour dix ans au rythme d'un vol par semaine.

## Organisation industrielle
Le développement aurait été mené par Airbus Defence and Space avec à la responsabilité technique Robert Lainé.
Un coût de développement de 1 milliard d'euros avait été annoncé par diverses sources. Airbus Defence and Space prévoyait d'associer capitaux publics et privés pour son projet. Le Land allemand de Bavière, où les moteurs seront produits, aurait pu être un des possibles investisseurs publics mentionnés par François Auque. Un financement par Singapour a par la suite été envisagé.
L'assemblage final aurait eu lieu en France, tandis que les autres sites industriels d'Airbus Defence and Space produiraient les moteurs-fusées (Allemagne) ou les structures en fibre de carbone (Espagne).

## Abandon
En 2014, des essais de largage étaient prévus à Singapour. Depuis, rien n'a été fait et le projet semble abandonné.